# Ann Sundholm
Ann-Louise Sundholm, född 4 augusti 1961 i Hangö, är en finländsk skulptör. 
Sundholm studerade 1981–1985 vid Åbo ritskola och 1987 vid Statens Kunstakademi i Oslo. Hon bildade 1989 tillsammans med Anna-Maija Aarras och Sussi Henriksson gruppen Salong 3+ , som under några år framträdde med gemensamma installationer med olika aspekter på kvinnlighet som tema. Sundholm har utfört objekt (bland annat Ullis sparkstötting, 1991, Museet för samtidskonst Kiasma), men har också målat och gjort grafik. Hon vann 2004 med sitt förslag "Oasen" första priset i en tävling om en monumentalskulptur för Jan-Magnus Janssons plats vid Arabiastranden i Helsingfors (avtäckning 2006).